# 1856年逝世人物列表
1856年逝世人物列表：1月 - 2月 - 3月 - 4月 - 5月 - 6月 - 7月 - 8月 - 9月 - 10月 - 11月 - 12月
下面是1856年逝世的知名人士列表。

## 1月

### 1月4日
- 查理斯·布魯德內爾-布魯斯，第一代艾爾斯伯里侯爵，英國政治家

### 1月14日
- 揚科·德拉斯科維奇，克羅埃西亞政治家、改革家

### 1月16日
- 撒迪厄斯·威廉·哈里斯，美國博物學家

### 1月31日
- 第十一世達賴喇嘛

## 2月

### 2月4日
- 安娜·戈特利布，奧地利歌劇女高音

### 2月17日
- 海因里希·海涅，德國作家

## 5月

### 3日
- 阿道夫·查理斯·亞當，法國作曲家
- 路易·艾蒂安·聖但尼，阿拉伯裔法國回憶錄作家，拿破崙一世的僕人

## 6月

### 6月23日
- 伊萬·基列耶夫斯基，俄羅斯文學評論家、哲學家

### 6月26日
- 麥克斯·施蒂納，德國哲學家

## 7月

### 7月9日
- 阿梅代奥·阿伏伽德罗，義大利化學家

### 7月11日
- 諾貝托·拉米雷斯，中美洲政治家

### 7月14日
- 愛德華·弗農·奧特森，英國律師、文學古董、收藏家和編輯

### 7月20日
- 安娜·尼爾森，丹麥女中音

### 7月29日
- 卡雷爾·哈夫利切克·博羅夫斯基，捷克政治家、作家
- 罗伯特·舒曼，德國作曲家、鋼琴家

## 8月

### 8月6日
- 羅伯特·盧卡斯·德·皮爾索爾，英國作曲家；“In dulce jubilo”

### 8月14日
- 威廉·布克蘭，英國地質學家、古生物學家

### 8月19日
- 安娜·瑪麗亞·呂蒂曼-邁耶·馮·紹恩塞，政治活躍的瑞士沙龍師

### 8月29日
- 瑪麗·安妮·施梅爾彭寧克，英國基督教作家

### 8月30日
- 吉伯特·阿博特·貝克特，英國作家

## 9月

### 9月3日
- Honório Hermeto Carneiro Leão，巴拉那侯爵，巴西政治家

## 10月

### 10月19日
- 約瑟琳·珀西，英國海軍上將
- 威廉·斯普拉格三世，來自羅德島的美國政治家
- 赛义德·本·苏丹，馬斯喀特和阿曼蘇丹

## 11月

### 11月23日
- 曼努埃拉·薩恩斯，哥倫比亞民族女英雄

## 12月

### 12月20日
- 弗朗切斯科·本蒂維尼亞，義大利革命家

## 日期不詳
- 恩里克塔·法韋斯（Enriqueta Favez），瑞士醫生、外科醫生
- 胡安娜·拉米雷斯，“La Avanzadora”，委內瑞拉女英雄